# Tiếng Galicia-Bồ Đào Nha
Tiếng Galicia-Bồ Đào Nha (tiếng Galicia: galego-portugués hoặc galaico-portugués, tiếng Bồ Đào Nha: galego-português hoặc galaico-português), còn được gọi là Bồ Đào Nha Cổ hay Galicia Trung cổ khi đề cập đến lịch sử của mỗi ngôn ngữ hiện đại, là một ngôn ngữ Tây Iberia Rôman được nói trong thời Trung Cổ, tại khu vực tây bắc của bán đảo Iberia. Ngoài ra, nó có thể được coi là một giai đoạn lịch sử của hai ngôn ngữ Galicia và Bồ Đào Nha.
Tiếng Galicia-Bồ Đào Nha ban đầu được nói ở khu vực tiếp giáp với Đại Tây Dương về phía bắc và tây và với sông Douro ở phía nam (tức bao gồm Galicia và bắc Bồ Đào Nha ngày nay), nhưng sau đó được mở rộng về nam Douro nhờ vào Reconquista.
Nó là tổ tiên chung của các ngôn ngữ Bồ Đào Nha, Galicia, Eonavian và Fala hiện đại, tất cả đều duy trì mức độ thông hiểu lẫn nhau rất cao. Thuật ngữ "Galicia-Bồ Đào Nha" cũng chỉ đến phân nhóm của nhóm ngôn ngữ Tây Iberia hiện đại của nhóm ngôn ngữ Rôman.

## Lịch sử

Bản đồ cho thấy sự rút lui và mở rộng lịch sử của Galicia (Galicia-Bồ Đào Nha) trong bối cảnh với ngôn ngữ láng giềng giữa năm 1000 và 2000.

Tiếng Galicia-Bồ Đào Nha phát triển trong khu vực tỉnh Gallaecia trước đây của La Mã, từ tiếng Latinh Vulgar (tiếng Latinh thông dụng) đã được đem đến bởi binh lính La Mã, thực dân và quan tòa trong thời kì của Đế chế La Mã. Mặc dù quá trình này có thể chậm hơn so với các khu vực khác, nhưng do việc tiếp xúc hàng thế kỷ với tiếng Latinh Vulgar, sau một thời gian sử dụng song ngữ, đã dập tắt hoàn toàn ngôn ngữ bản địa, dẫn đến sự phát triển của một thứ tiếng Latinh mới với một vài đặc điểm của tiếng Gallaecia. Người ta cho rằng vào thế kỷ thứ tám, nó đã là một ngôn ngữ riêng biệt.
Tài liệu lâu đời nhất được biết có chứa một số từ vựng Galicia-Bồ Đào Nha được tìm thấy ở mạn bắc Bồ Đào Nha, được gọi là Doação à Igreja de Sozello và có niên đại năm 870 nhưng chủ yếu được sáng tác bằng tiếng Latinh muộn/Trung cổ. Một tài liệu khác, từ năm 882, cũng có một số từ ngôn ngữ Galicia-Bồ Đào Nha là Carta de dotação e fundação da Igreja de S. Miguel de Lardosa.